# Repose (Schiff)

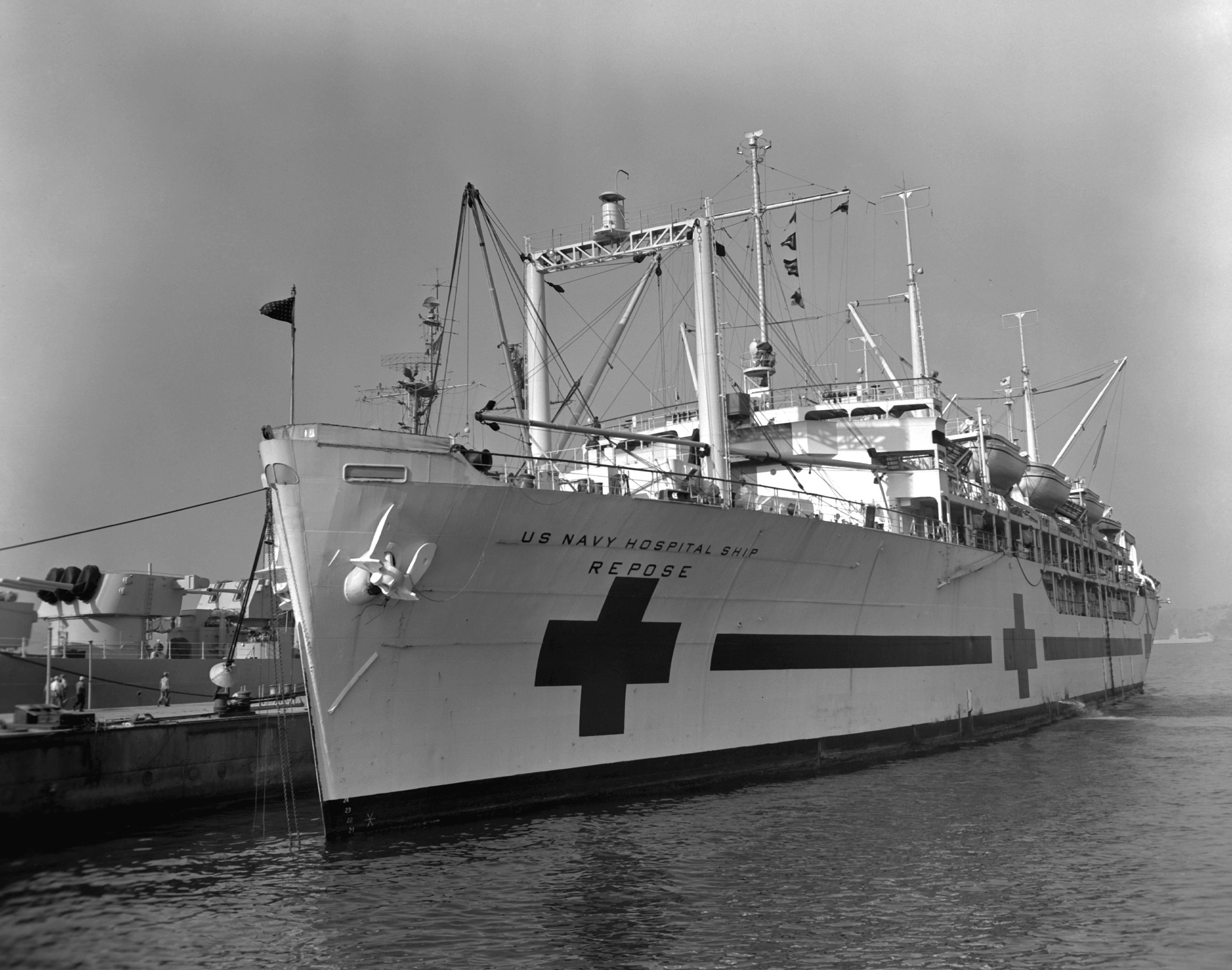
USS Repose 1952 in Yokosuka

USS Repose (AH-16) war ein Hospitalschiff der Haven-Klasse im Dienst der United States Navy. Sie war von 1945 bis Januar 1950, von Oktober 1950 bis 1954 sowie von 1965 bis 1970 im aktiven Dienst. In den Zeiträumen zwischen ihrem aktiven Dienst befand sich das Schiff in der Reserve. Nach weiteren 5 Jahren in der Reserve wurde das Schiff 1975 verkauft und verschrottet.

## Geschichte
Das Schiff wurde 1943 bei der Firma Sun Shipbuilding & Drydock, Co in Chester, Pennsylvania in Auftrag gegeben und gebaut. Die Schiffstaufe erfolgte am 8. August 1944 durch Mrs. Pauline P. McIntyre. Der anschließende Umbau und die Endausrüstung zum Hospital-Shiff wurde bei Bethelem Steel Co. durchgeführt und am 26. Mai 1945 erfolgte die Übergabe an die US-Marine und Indienststellung des Schiffes. Der erste Kommandant auf dem Schiff wurde Kapitän zur See W.O. Britten.
Mit einer Kapazität von 750 Betten sowie einer Besatzungsstärke von 564 Mann, verließ die USS Repose die Naval Station Norfolk am 8. Juli 1945 in Richtung Pazifik. Nachdem das Schiff verschiedene Transporte von und zu verschiedenen Häfen im Pazifik geleistet hatte, wurde es als Hospital-Schiff im Hafen von Shanghai und später Tsingtao eingesetzt.
Das Schiff war im Laufe der Zeit für den Asiatischen Raum unentbehrlich geworden, wobei das Schiff gelegentlich, bis 1949, in die USA zurückkehrte.
Mit Beginn des Jahres 1950 kehrte das Schiff wieder in die USA zurück und wurde am 19. Januar 1950 in San Francisco das erste Mal außer Dienst gestellt und in die Reserve versetzt.
Die USS Repose wurde am 26. August 1950 wieder in den aktiven Dienst versetzt und begab sich dann anschließend nach Pusan, Korea. Nach der Ankunft in Koreanischen Gewässern und der öfteren Evakuierung von Patienten nach Japan, kehrte das Schiff 1954, mit Ausnahme eines kleinen Instandsetzungsaufenthalts und der Installation eines Hubschrauberlandeplatzes am Heck von Februar bis März 1953, nach San Francisco zurück.
Am 27. September 1954 erfolgte im Long Beach Naval Shipyard ihre Versetzung zur Navy Reserve Flotte und am 21. Dezember 1954 ihre zweite Außerdienststellung im Point Naval Ship Yard.
Nach 11 Jahren in der Reserve, wurde die USS Repose erneut in den aktiven Dienst zurück und nach Vietnam beordert. Nach ihrer Ankunft am 3. Januar 1966 wurde sie vorwiegend in Südostasien eingesetzt und erntete durch ihren Einsatz den Spitznamen "Engel des Orients". Sie behandelte und transportierte über 24000 Patienten und 9000 Tote. Das Schiff verließ Vietnam am 14. März 1970 und kehrte in die USA zurück.
Dort wurde sie im Mai 1970 zum dritten Mal außer Dienst gestellt und als stationäres Hospital-Schiff für das Long Beach Navy Hospital eingesetzt, aber man stellte fest, dass dies unökonomisch und zu teuer war. Daher wurde das Schiff 1975 zur Verschrottung verkauft.
Die USS Repose erhielt für ihren Einsatz in Korea 9 Battle Star und für den Einsatz in Vietnam auch 9 Battle Star.